# Apollon Fly
O  Fly  é o modelo da Apollon da temporada de 1977 da F1. Foi guiado por Loris Kessel.